# Afroestricus macroscelis
Afroestricus macroscelis là một loài ruồi trong họ Asilidae. Afroestricus macroscelis được Bezzi miêu tả năm 1906.